# Rabe (Serbia)
Rabe (cyr. Рабе, węg. Rábé) – wieś w Serbii, w Wojwodinie, w okręgu północnobanackim, w gminie Novi Kneževac. W 2011 roku liczyła 106 mieszkańców, głównie Węgrów.
Miejscowość położona jest tuż przy granicy z Węgrami oraz niedaleko granicy z Rumunią. Od 2019 roku przy trójstyku granic funkcjonuje przejście graniczne serbsko-węgierskie.